# Martina Franca
Martina Franca és un municipi italià, situat a la regió de la Pulla i a la província de Tàrent. L'any 2022 tenia 47.301 habitants. És un centre agrícola i comercial, conegut per a l'arquitectura barroca amb molts edificis civils i religioros.
Limita amb els municipis d'Alberobello (BA), Ceglie Messapica (BR), Cisternino (BR), Crispiano, Grottaglie, Locorotondo (BA), Massafra, Mottola, Ostuni (BR) i Villa Castelli (BR).
El nom de la ciutat prové del sant padró, Martí de Tours, l'epítet «franca» va ser afegit el 1310 quan Felip VI d'Anjou va atorgar diverses llibertats a la ciutat.